# Krankenhaus St. Elisabeth Damme
Das Krankenhaus St. Elisabeth Damme ist eine Einrichtung der kirchlichen Stiftung Schwester Euthymia. Das Hospital in Damme stellt die medizinische Grundversorgung vor allem des südlichen Landkreises Vechta sicher.

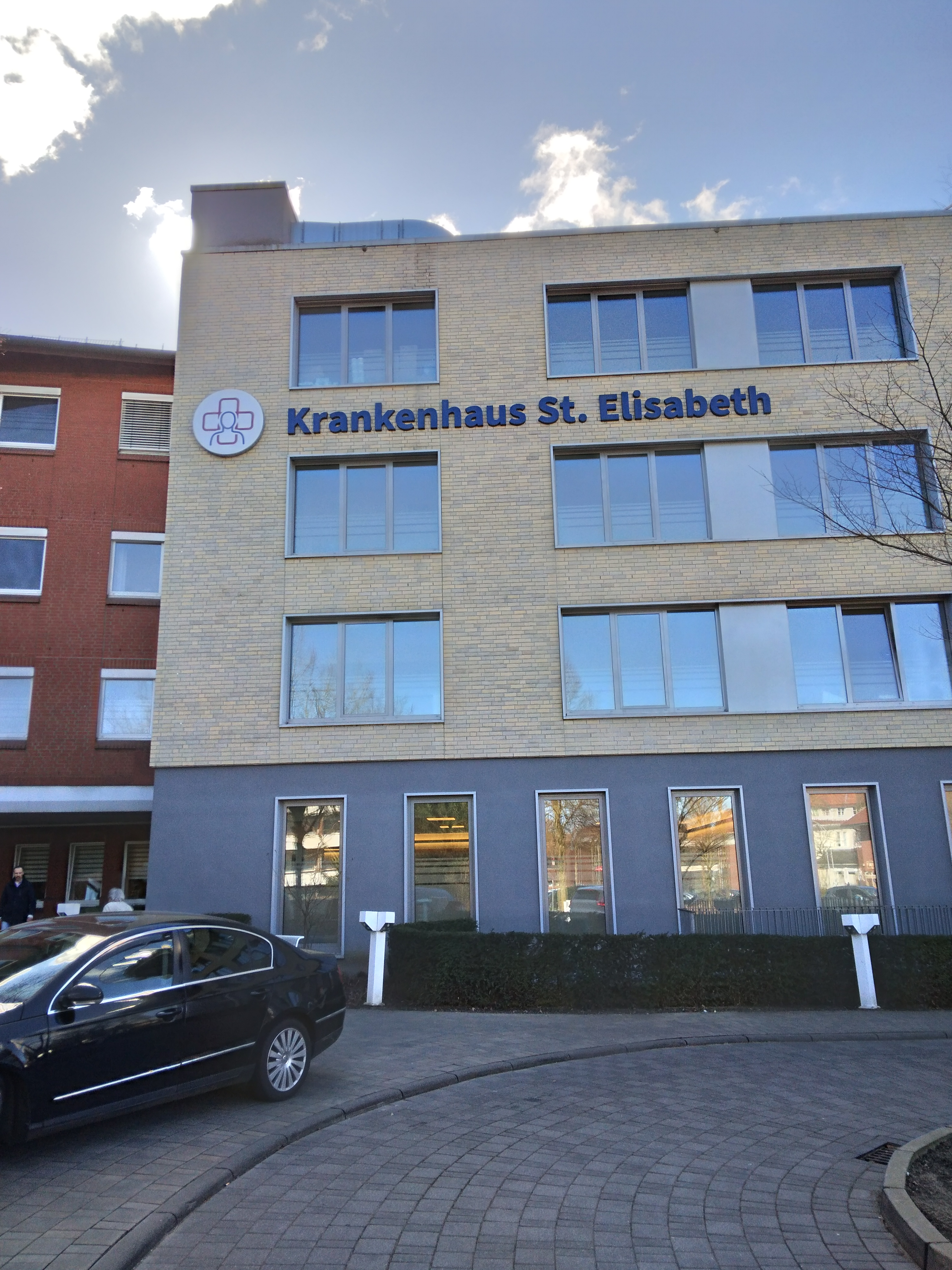
Krankenhaus St. Elisabeth Damme Erweiterungsbereich

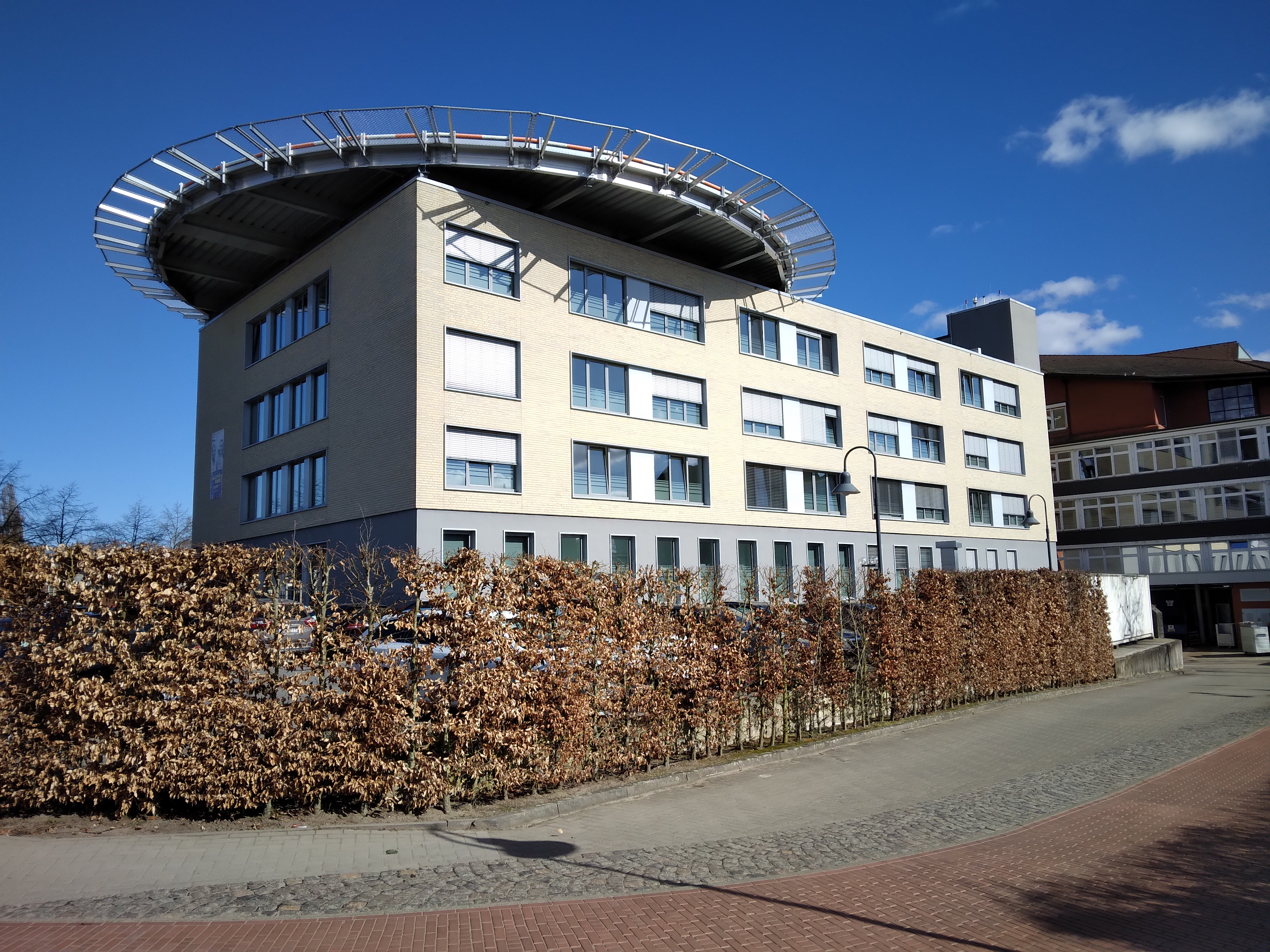
Neuer Bereich mit Hubschrauberlandeplatz, von Süden aus gesehen

## Geschichte
Auf Initiative des damaligen Dammer Pfarrers Gerhard Alexander Kleikamp wurde in Damme eine „Heilanstalt“ errichtet. Das Gründungsdatum war der 16. April 1860, denn damals begannen Schwester Cornelia und Schwester Barbara vom Orden des hl. Franziskus von Münster-Mauritz ihren Dienst in der ambulanten Krankenpflege.
Im Oktober 1861 übernahm die Großherzogin Elisabeth von Oldenburg die Förderung des Krankenhauses und übersandte dem Kuratorium 100 Taler. Vom Oldenburgischen Staatsministerium wurde im selben Jahr der Anerkennungsbescheid der „Pflege- und Heilanstalt Elisabeth-Stift“ ausgestellt. Im November 1864 erfolgte die Einweihung des Krankenhauses und der Kapelle.
Von 1914 bis 1915 wurden ein größerer Erweiterungsbau sowie eine neue Kapelle und eine Leichenhalle errichtet. Für den stark gestiegenen Bedarf an Krankenhausbetten gab es in den Jahren 1953 und 1954 weitere An- und Umbaumaßnahmen.
1961 wurde das Hospital als Krankenpflegeschule durch den Präsidenten des Niedersächsischen Verwaltungsbezirks Oldenburg anerkannt. 1962 erfolgte die Umstellung des Belegarztsystems auf Fachabteilungen mit hauptamtlich angestellten Fachärzten.
Weil das Krankenhaus wegen steigender Patientenzahlen vergrößert werden musste, entstand ein 1968 eingeweihter Erweiterungsbau (mit Waschhaus, Bettenhaus und Behandlungstrakt). 1977 wurden ein Personalwohnheim und die neue Krankenpflegeschule eingeweiht.
Zusätzliche Erweiterungen waren notwendig und so konnten im Jahr 1992 der 1. Bauabschnitt (mit dem Haupteingang), im Jahr 2000 der 2. Bauabschnitt (mit Bettenhaus, Untersuchungsräumen und Ambulanzen) und im Jahr 2002 der 3. Bauabschnitt (mit Operationsräumen und einer Intensivstation) vollendet werden. 2007 erfolgte die Gründung einer gemeinnützigen GmbH und 2008 die Einrichtung eines Medizinischen Versorgungszentrums.
Ab den 2010er Jahren stieg der Bedarf an Krankenhausbetten weiter stark, sodass neue Erweiterungen erforderlich waren. Ein zusätzliches Bettenhaus mit einem Hubschrauberlandeplatz auf dem Dach wurde erbaut und 2018 eingeweiht.
2021 schloss sich das Krankenhaus Damme der Stiftung Schwester Euthymia an. Dadurch sicherte es den Standort und bekommt Fördermittel vom Bundesland Niedersachsen.
Seit 2021 ist das Hospital ein Lehrkrankenhaus, das von der Universitätsmedizin Campus Hamburg (UMCH) zertifiziert wurde.
Heute (2024) bietet die Klinik mit 244 Betten eine gehobene Grund- und Regelversorgung der Bevölkerung in den nördlich von Osnabrück liegenden Landkreisen. Jährlich werden rund 13.500 Patientinnen und Patienten stationär und 48.000 ambulant von ca. 900 Mitarbeitenden behandelt (Stand: Dezember 2024).

## Abteilungen
Das Krankenhaus St. Elisabeth Damme umfasst die nachfolgend aufgeführten Medizinischen Kliniken, Kompetenzzentren und Medizinischen Versorgungszentren (Stand: Dezember 2024).

### Medizinische Kliniken
- Klinik für Allgemein- und Viszeralchirurgie
- Klinik für Anästhesiologie und Intensivmedizin
- Klinik für Gynäkologie und Geburtshilfe
- Klinik für Gefäßchirurgie
- Klinik für Innere Medizin
- Klinik für Kinderheilkunde
- Klinik für Neurologie
- Klinik für Orthopädie
- Klinik für Palliativmedizin/SAPV
- Klinik für Radiologie
- Klinik für Schlafmedizin
- Klinik für Unfallchirurgie
- Klinik für Wirbelsäulenchirurgie
- Klinik für Wundambulanz
- Klinik für Zentrale Notaufnahme

### Kompetenzzentren
- Zentrum für Dysplasie
- Zentrum für Maximalversorgung
- Endometriosezentrum
- Hernienzentrum
- Schilddrüsenzentrum
- Stroke Unit
- Traumazentrum

### Medizinische Versorgungszentren
- Orthopädie
- Wirbelsäulenchirurgie
- Gynäkologie
- Neurologie/Psychiatrie/Psychotherapie